# Redonda lossadana
La mariposa paramera de Tuñame, Redonda lossadana, es una especie de mariposa, de la familia Nymphalidae, que fue descrita por J.R. Ferrer-Paris en el 2015, a partir de ejemplares provenientes del páramos de Tuñame en el estado Trujillo, Venezuela. Durante muchos años se le consideraba una población de Redonda empetrus, pero la comparación de diferentes caracteres morfológicos ha confirmado su identidad como un taxón independiente.

## Distribución
R. lossadana es una especie endémica de Venezuela, con una distribución extremadamente restringida. Se conoce exclusivamente de la localidad típica en los alrededores del poblado de Tuñame, vía Las Mesitas en un sector de montaña que conecta la Sierra de la Culata con la Teta de Niquitao.

## Biología
El dimorfismo sexual en el tamaño de las alas es muy leve en R. lossadana en comparación con otras especies.

## Etimología
El epíteto específico se deriva del apellido del Dr. Jesús Enrique Lossada, el primer rector de la reapertura de la Universidad del Zulia.

## Conservación
Las poblaciones de R. lossadana se consideran vulnerables por su alto grado de especialización al medio ambiente páramo. A pesar de que se sospecha que sus larvas se alimentan de plantas altamente abundantes en su hábitat natural, la transformación de los páramos por el sobrepastoreo pueden cambiar las condiciones locales y extinguir poblaciones enteras, incluso dentro de áreas protegidas. De hecho, los ecosistema de alta montaña venezolanos se consideran igualmente amenazados según los criterios de listas rojas de ecosistemas.
R. lossadana no ha sido evaluada formalmente para su inclusión en listas de especies amenazadas.